# حمد الحمد
حمد الحمد (انگلیسی: Hamed Al-Hamed؛ زادهٔ ۲۶ اوت ۱۹۸۷) یک بازیکن فوتبال اهل عربستان سعودی است.
از باشگاه‌هایی که در آن بازی کرده‌است می‌توان به الهلال عربستان، الرائد عربستان، الاتفاق عربستان، التعاون عربستان، و الهلال عربستان اشاره کرد.

## تیم ملی
وی همچنین در تیم ملی فوتبال عربستان سعودی بازی کرده است.